# دانت دوبره
دانت دوبره (انگلیسی: Dănuț Dobre؛ زادهٔ ۲۰ february ۱۹۶۷ (۵۸ سال)) ورزشکار روئینگ اهل رومانی است.
وی در مسابقات کشوری و بین‌المللی در مجموع برندهٔ ۴ مدال نقره شده‌است.